# José Carlos Semenzato
José Carlos Semenzato (Cafelândia, 23 de março de 1968) é um executivo e empresário brasileiro e o atual presidente da SMZTO Holding de Franquias Setoriais, uma holding de franquias que fundou em 2010 e que possui como afiliadas, por exemplo, empresas como: United Idiomas, PartMed, OdontoCompany, L'Entrecôte de Paris, Espaçolazer, Greenjoy, Casa X, Instituto Embelleze, GuaCo, entre outras.

## Biografia

### Juventude
Filho de pedreiro e dona de casa, Semenzato começou a trabalhar aos 13 anos. Na época, vendia salgadinhos feitos pela mãe no subúrbio de Lins (cidade do interior paulista). Aos 16 anos, tornou-se gerente de uma copiadora. Após essa experiência, ele trabalhou em uma companhia de informática programando computadores. Aos 18, começou a lecionar computação para alunos do ensino médio no Instituto Americano de Lins. Aos 23 anos, Semenzato fundou a Microlins, uma escola de informática.

### Carreira empresarial
Em 1994, era dono de 17 escolas Microlins, quando, a partir daí, decidiu começar a expandir a empresa por meio de franquias.
Em 2010, a Microlins possuía 700 escolas em 500 cidades brasileiras quando foi vendida para o Grupo Multi, em uma transação de 110 milhões de reais.
Em 2012, Semenzato se associou à apresentadora de TV Xuxa Meneghel, para fundar a Casa X, uma franquia de festas e eventos sociais. Em 2015, Semenzato e Meneghel tornaram-se sócios da Espaçolaser, empresa franqueada especializada em depilação a laser. No ano de 2016, foi fundada a LifeUSA, uma rede escolar de língua inglesa, através de uma parceria entre Semenzato e o tenista Gustavo Kuerten.
No dia 28 de junho de 2019, José Carlos Semenzato ingressou na equipe regular do programa Shark Tank Brasil, da Sony Channel.